# Rio Groapa (Lonea)
O Rio Groapa é um rio da Romênia, afluente do Lonea, localizado no distrito de Cluj.